# Oscar Wiklöf
Oscar Wiklöf (* 29. Januar 2003 in Mariehamn) ist ein finnischer Fußballspieler. Der Mittelfeldspieler steht seit 2022 in Deutschland beim SC Freiburg unter Vertrag und ist ehemaliger finnischer Juniorennationalspieler.

## Werdegang

### Verein
Der Åländer Oscar Wiklöf spielte in der Jugend in seiner Heimatstadt beim IFK Mariehamn, bei dem er die komplette Nachwuchsabteilung durchlief. Noch als Jugendspieler saß er dort ab 2019 zudem auch einige Male bei Spielen der Profimannschaft auf der Ersatzbank, ohne zum Einsatz zu kommen. Zu Beginn der Saison 2021 rückte er in den Kader der Erstliga-Mannschaft auf und erhielt einen Profivertrag über zwei Jahre. In den folgenden eineinhalb Spielzeiten kam Wiklöf für Mariehamn zu 16 Einsätzen in der ersten finnischen Liga, davon überwiegend nach Einwechslung.
Im Sommer 2022 verpflichtete ihn der deutsche Bundesligist SC Freiburg für seine zweite Mannschaft in der 3. Liga, nachdem Wiklöf dort zuvor im Frühjahr bereits ein einwöchiges Probetraining absolviert hatte. Bei den Badenern unterschrieb er einen Zweijahresvertrag. Am zehnten Spieltag der folgenden Saison 2022/23 konnte er dort sein Debüt feiern, als er in der Drittliga-Partie gegen den 1. FC Saarbrücken in der zweiten Halbzeit eingewechselt wurde und 55 Sekunden nach seiner Einwechslung ein Tor erzielte. Bis zum Saisonende spielte er fortan regelmäßig und kam auf insgesamt 24 Einsätze. In der anschließenden Spielzeit 2023/24 fiel er einen Großteil der Saison verletzt aus und bestritt lediglich am ersten und am letzten Spieltag zwei Spiele mit der Mannschaft. Während seiner Verletzungszeit stattete ihn der Verein im Dezember 2023 mit einem Profivertrag ab dem Sommer 2024 aus. Nach dem Abstieg der zweiten Mannschaft in die Regionalliga Südwest spielte Wiklöf in der folgenden Saison 2024/25 weiterhin in der zweiten Mannschaft und konnte sich dort als Stammspieler durchsetzen.

### Nationalmannschaft
Wiklöf debütierte im November 2021 für die finnische U20-Nationalmannschaft, als er bei einem Freundschaftsspiel gegen Schweden in der Schlussphase eingewechselt wurde. Dies blieb in der Folge jedoch sein einziger Einsatz.